# 联合国城 (哥本哈根)
联合国城（英语：UN City，丹麦语：FN Byen，中文全称：哥本哈根联合国城）是联合国在丹麦首都哥本哈根的一处办公场所，现有联合国的11个下属机构在此办公。 哥本哈根联合国城的设想于2002年提出，2005年确定现在位于哥本哈根北港港区内的大理石码头的地址。2013年7月4日正式开幕，时任联合国秘书长潘基文、丹麦女王玛格丽特二世等1500多名嘉宾共同出席落成典礼。
哥本哈根联合国城内有约1200名来自104个国家的工作人员在此办公。据估计，哥本哈根联合国城可供1700人办公。哥本哈根联合国城内的办公人数在各地“联合国城”中排名第6。 哥本哈根联合国城的设计单位为丹麦建筑设计公司“3XN”，办公室面积约为45,000 m2，地下室面积约为7,000 m2 。 哥本哈根联合国城的建筑设计方案采用了环境友好的设计理念，预计可将平均每平米能耗控制在50千瓦时/年以内。 该建筑曾获得欧盟颁发的“绿色建筑奖”和美国绿色建筑委员会颁发的“白金奖”。